# Фолката (Салерно)
Фолката је насеље у Италији у округу Салерно, региону Кампанија.
Према процени из 2011. у насељу је живело 481 становника. Насеље се налази на надморској висини од 222 м.